# Bruto Testoni
Bruto Testoni (ur. 1 lipca 1891 w Bentivoglio, zm. 7 czerwca 1949 w Bolonii) – włoski zapaśnik walczący w stylu klasycznym. Dwukrotny olimpijczyk. Odpadł w drugiej rundzie w Antwerpii 1920 i zajął 21. miejsce w Paryżu 1924. Walczył w wadze półciężkiej.

## Letnie Igrzyska Olimpijskie 1920
| Konkurencja            | Rundy eliminacyjne | Klas. końcowa |
| Konkurencja            | 1/8                | Miejsce       |
| ---------------------- | ------------------ | ------------- |
| 82,5 kg styl klasyczny | Jan Sint (NED) P   | I runda       |

## Letnie Igrzyska Olimpijskie 1924
| Konkurencja            | Rundy eliminacyjne      | Klas. końcowa |
| Konkurencja            | Przeciwnik I            | Miejsce       |
| ---------------------- | ----------------------- | ------------- |
| 82,5 kg styl klasyczny | Ibrahim Mustafa (EGY) P | I runda       |